# 甘達亞特
甘達亞特是印度奧里薩邦一個種姓，意为“劍之師”，（Khanda）是一种剑，（ayata）意为“控制”。
他們宣稱是剎帝利但一般是相對富裕的農民，而一些人則是收租者，村長和地主。學者們認為，與剎帝利的聯繫可能是他們社區的一種主張，其中一些人利用他們的軍事歷史來提高自己的社會地位並使他們對其他人的控制合法化。
他們原先是信仰傳統宗教但在信仰印度教後被授予此種姓，地位也上升了。